# .کنسرریسرچ
دامنه سطح بالا . کنسر ریسرچ (به انگلیسی: .cancerresearch) توسط بنیاد تحقیقات سرطان استرالیا ایجاد شده است. تمرکز .cancerresearch گردآوری اخبار، اطلاعات و نظرات برجسته در مورد پیشگیری، تشخیص، درمان و مدیریت سرطان است.
در ۱۵ مه ۲۰۱۴، ICANN و بنیاد تحقیقات سرطان استرالیا یک توافقنامه ثبتی امضا کردند که براساس آن بنیاد تحقیقات سرطان استرالیا دامنه سطح بالای .cancerresearch را اداره می‌کند.